# Edgar Chadwick
Edgar Wallace Chadwick (né le 14 juin 1869 à Blackburn dans le Lancashire, et mort le 14 février 1942 dans la même ville) est un joueur de football international anglais, qui évoluait au poste de milieu de terrain, avant de devenir entraîneur.

## Biographie

### Carrière de joueur

#### Carrière en club
Il réalise la plus grande partie de sa carrière de joueur au sein du club d'Everton, équipe avec laquelle il joue 270 matchs et inscrit 97 buts.

#### Carrière en sélection
Avec l'équipe d'Angleterre, il joue 7 matchs (pour 3 buts inscrits) entre 1891 et 1897. 
Il joue son premier match le 7 mars 1891 contre le Pays de Galles et son dernier le 3 avril 1897 face à l'Écosse.
Il inscrit trois buts avec l'équipe d'Angleterre, lors du British Home Championship.

### Carrière d'entraîneur
Il dirige l'équipe des Pays-Bas de 1908 à 1913, sur un total de 27 matchs.
Il dirige les joueurs néerlandais lors des Jeux olympiques de 1908 puis lors des Jeux olympiques de 1912. Son équipe obtient à chaque fois la médaille de bronze.

## Palmarès

### Palmarès de joueur
| Everton - Championnat d'Angleterre (1) : - Champion : 1890-91. - Coupe d'Angleterre : - Finaliste : 1892-93 et 1896-97. |  | Southampton - Southern Football League (1) : - Champion : 1900-01. - Coupe d'Angleterre : - Finaliste : 1901-02. |

### Palmarès d'entraineur
| Sparta Rotterdam - Championnat des Pays-Bas (1) : - Champion : 1914-15. |  | Pays-Bas - Jeux olympiques : - Bronze : 1908 et 1912. |